# Arte informale
L'arte Informale è una corrente artistico-pittorica della fine degli anni quaranta del Novecento. Si tratta di un movimento artistico internazionale, a tratti globale, che si è posto alle prime reazioni all'immediato scoppio della Seconda Guerra Mondiale. Lo sviluppo verso i Paesi vincitori ha portato allo spostamento del centro internazionale propulsivo dell'Arte, dall'Europa agli Stati Uniti, da Parigi a New York, con enfasi verso l'impegno dell'arte nella rinascita.

## Nascita dello stile
La corrente dell'Informale è nata in linea con l'Espressionismo astratto americano per poi evolversi in varie correnti a partire dal territorio. È possibile ricordarne tuttavia la nascita in Europa e la diffusione in America. Potremmo distinguerne diverse anime: gestuale, cromatico, spaziale, figurativo senza tuttavia poter completamente chiuderne le simpatie e i motivi di necessità tanto da giungere a ricreare alcune compagini nell'Astrazione postpittorica con artisti come Mark Rothko, Kenneth Noland, Morris Louis, Ad Reinhardt, Barnett Newman. 
Il termine Informale viene coniato nel 1951 dallo studioso e critico francese Michel Tapié e prevale in virtù della sua forza generativa: le altre denominazioni possibili erano Art Autre, che evidenziava la distanza assoluta di questo tipo di arte dalle precedenti, e Tachisme, che fa riferimento a un modo particolare di distribuire il colore a macchie, plaghe, colme di decadenza seppure vivida, quest'ultimo solo per quanto riguarda la pittura, si ricollega all'esperienza nota dei Macchiaioli in Italia, corrispondente al periodo dei moti risorgimentali.
Giustamente andranno poi viste le tenute in campo scultoreo, architettonico e trasversalmente nella musica e nel teatro. Grazie alle sue vicinanze con le coeve correnti filosofiche varietà dell'esistenzialismo e della fenomenologia, trova ragion d'essere in Giappone, anche come stile di vita, nel Gruppo Gutai.
La generazione appena precedente agli artisti fioriti negli anni Trenta si trovò in grado di rompere le file dei movimenti nati in Europa e sottoposti ai regimi nazionalisti con temi riguardanti lo spazio, il colore, il segno, la superficie, la forma complessa e intessuta in modo informe come reazione agli aggettivi di degenerazione coltivati nelle geometrie rappresentative per riconoscere capacità testuali differenti (voce testo e forma dell'Enciclopedia Universale Einaudi). Saranno non solo i Surrealisti, i Dada ma anche gli Espressionisti astratti a rifiutare i dettami dei regimi totalitaristi: dalla Francia all'Olanda e dalla Germania all'Italia e alla Russia, l'Arte poteva contare sulla nascita di studi antropologici ed etnografici disancorati dalle ideologie di stato garantiti dal mondo contemporaneo e repressi.

## Diffusione e sviluppo dell'Informale
La corrente dell'Informale si protrae sino a circa i primi anni sessanta del Novecento pur senza estinguersi del tutto grazie a pratiche diverse di linguaggio visivo automatico, e sviluppi cinematografici che riconoscono l'idea della casualità sapiente e profonda del gesto artistico. 
A seguito delle enormi devastazioni e sofferenze portate dalla seconda guerra mondiale, esso esprime un globale senso di timore e di trasformazione in cui nemmeno gli artisti hanno più certezze. Non si tratta di un movimento in senso stretto ma dell’atmosfera che si viene a creare in quel momento storico, dominata da una forte critica verso tutto ciò che potesse essere ricondotto all'eccesso figurativo, inteso come concepito a priori, ossia prima dell’esperienza o geneticamente modellabile. Passioni, tensioni e disagi devono emergere senza il filtro della ragione astratta ora scesa in campo in senso analitico consapevole di svolgere una critica essenziale alla serializzazione dell'individuo. Tuttavia è innegabile la capacità stilistica estetica e normativa quanto innovativa degli artisti, che propongono una riconoscibilità del proprio lavoro senza negare il mondo industriale coesistente (si pensi alle connotazioni industriali di alcuni). 
Potrebbero essere riconosciute delle fasi (Pasini, 1995), secondo un metodo archeologico - tra l'inizio della guerra e la guerra fredda - ma è il successivo processo a determinare l'immediata legittimazione di correnti contrarie ai regimi totalitari capaci di indagare con i propri fili le dinamiche storiche di appartenenza. Il 1948 è perciò un anno chiave di raccolta, il periodo fino al 1956 è il termine ad quem di espansione ed un terzo capace di moltiplicare le proprie visioni e adesioni fino ad essere riconoscibili in tendenze artistiche con potenzialità emergenti, si intreccia a nuove correnti come il Minimalismo e l'Arte Povera. Si possono individuare nell’arte Informale varie matrici, tra cui Dadaismo, Espressionismo e Surrealismo, reperibili dall'eredità delle scuole analitiche cubiste.

## Critica e storicizzazione
Uno dei problemi che dovrà affrontare questa nuova corrente sarà proprio l'insorgere della stratificazione degli stili, se accettiamo le riscoperte della stilistica romana (Renato Barilli sulla scorta del Vasari) che ne richiedeva la distintività in tre maniere a pari sviluppo, la percezione visiva e la colorazione tonale, il peso storicamente distintivo dell'ingegno (inclusa la grottesca) e la rappresentazione scenica e architettonica paesaggistica, trompe l'oeil di strutture pensili e architettoniche e fantasmagorie (Marco Bona Castellotti le suddivide in serie binaria), il segno classicista ed ellenista poi di pressanti concetti filosofici, il senso di proposte dal mondo semiotico e pragmatista che danno maggiore attenzione all'apprendimento e alla varietà delle esperienze distintive.
La pittura diventa informale quando si sottrae al figurativo quale illusione referenziale, seppure mai completamente (Lévi-Strauss - Didier Eribon, Da vicino e da lontano, 1988) in quanto qualcosa di misura appartenente al senso figurale resta e grazie all'uso di potenti metafore e di scuole dello sguardo, diviene riluttante agli eccessi della geometria e al rigore matematico che caratterizzano l'Astrattismo sfruttato forse per questo da canoni simbolici delle ideologie dominanti. E sta proprio qui il vero cambiamento portato avanti programmaticamente da questi artisti: smontare la forma e renderla un qualcosa d'informe, materico, fluido e persino aereo in cui il segno pullula all'improvviso, dotato di forze organiche inattese, superare lo stallo, includere procedure che tornano alla soggettività dell'azione, sulla stregua della performance: essi ricercano e applicano nella loro pittura molti materiali diversi come prima di loro non si era fatto, soprattutto materiali presunti poveri come sabbia, sassi, carta di giornale, legname di trasporto, rocchetti dei cavi elettrici, rocce, ferraglia  (i quotidiani forniscono titoli, date, luoghi, come farebbe oggi un gps), cocci di vetro e ceramica e molti altri materiali simbolici quanto ingegnosi con i quali ogni artista nel suo singolo sperimenta la temporalità, il sedimento.

## La personalità fiorente del dopo guerra
L'essere informale coincide con una concezione già riscontrata dai Romantici - riconoscersi parte della storia e poi dai Realisti - come essere del proprio tempo e quindi potremmo caratterizzarne il diritto allo sviluppo della personalità: tecnofilo, critico nelle scelte, resistente, ribelle dell'arte, "rifiuta la forma", pretende di intervenire direttamente nella materia con un segno espressivo e spontaneo, compie bricolages furtivi da altre concrezioni materiche o simboliche, decripta artisticamente il linguaggio matematico virtuale (Jackson Pollock - in Dorfles, Vattese, Princi, 2018), tanto che non potrà mai essere intesa come sentimento anti formale, o "non forma". Il gesto, in particolare, è traccia del momento creativo allo stato puro (Pasini), diviene quasi un momento storico, poetico, intimamente intenzionale e quasi di culto senza essere rituale, come era avvenuto anche nel movimento Dada, da cui riprende ogni aspetto di accettazione: anche un puro gesto di protesta, come realizzare macchie senza un’apparente direzione, genera un’emozione, favorisce la conoscenza del mondo.

## Un nuovo pubblico
L’Arte diviene lo stesso atto di dipingere: va oltre al dipinto eseguito quando se ne comprende la capacità di attivare energie nuove nello spazio, disponibili al proprio pubblico uscente dalla crisi internazionale con urgenti problematiche: affrontare la morte di milioni di persone, reagire alla catastrofe nucleare. 
Per quanto concerne la fortuna di questo stile occorre riflettere sul fatto che non si tratta di un movimento artistico chiuso perciò non di meno molto longevo: raccolse tendenze contrapposte dal momento che non presuppose di attenersi a regole o modelli costituiti ma fece riferimento al motto del “qui et ora”, da esprimere nel modo più libero, spontaneo e stratificato possibile. Più che una conclusione, si potrebbe dire, lascia un monito. 
Sono stati detti molti stereotipi che non trovano riscontro come la violenza espressiva come catarsi, salvo ancorarli a sistemi espressivi noti, come l'Urlo di Munch, tuttavia molti artisti provengono da ricerche etnometodologiche (Pollock, Rothko, per citarne alcuni) e si interessano della cultura da cui provengono pur reagendo come si vedrà alle filosofie maggiormente interessate, vittime della tensione bellica, in un intento di recuperare ponti culturali, ricerche teoriche e pratiche, affinità storiche, seppure in una competizione che annunciava autonomia ed eteronomia delle critiche (Anceschi).
Per quanto riguarda la scultura informale, si possono applicare gli stessi concetti salvo intuire le fasi riconoscibili in termini di evoluzione e profonda conoscenza del valore artistico delle opere.

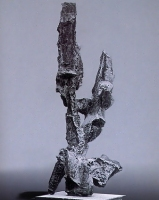
Umberto Milani

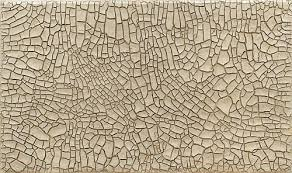
Alberto Burri, Cretto

Se apparentemente non ci sono molti esempi di scultori prettamente informali (si potrebbe ricordare Julio Gonzales, Alexander Calder, Lucio Fontana, Leoncillo, Alberto Viani, Henry Moore, Paul Nash) tuttavia lo stesso andrebbe detto per l'architettura e l'urbanistica, occorre includere il nuovo stile del bozzetto, lo slancio bergsoniano volto alla rappresentazione accanto alla ricerca di concetti profondi dello spazio (Husserl) ma ci sono esempi in molte opere di Alberto Burri (anche di Land Art) e altri come Umberto Milani e Francesco Somaini che segnano l'estensione natura e cultura e i contatti vitali all'esplorazione di nuove vie.
Ai materiali e al colore corrisponde un'idea di strato: ad esempio superfici corrugate e bugnate irregolarmente possono suscitare sgradevolezza o aggressività, discontinuità, mentre al contrario superfici lisce e vellutate richiamano sentimenti di serenità, continuità. Nell'Espressionismo astratto statunitense, esprimere sentimenti e percezioni era un impegno preso più seriamente rispetto agli artisti informali europei, che però non si sottraevano a questo concetto reagendovi impulsivamente, individuando con costanza luoghi espositivi. Fondamentali erano due fattori: un modo nuovo di trattare le forme e la scelta del colore ora sempre più industriale che passa in secondo piano, perché è più importante capire la storia dell'uso del colore rispetto al capire quale colore scegliere. Entra in gioco perciò oltre alla composizione, la materia e la conservazione, l'apporto monumentale complessivo, il concetto di bene.
Dal punto di vista sociologico artistico questa corrente rappresenta il contrasto dell’arte all’incomunicabilità in senso pessimistico e le reazioni in senso ottimistico verso una vita libera futura: il tentativo stesso di una nuova comunicazione tangibile.

## Artisti
Jean Fautrier dipinge una serie di quadri dal titolo "Ostaggi", nei quali si possono distinguere le forme. Jean Dubuffet chiama "Vita irrequieta" un quadro in cui si possono distinguere delle piccole figure umane come graffiate sugli strati di colore. Alberto Burri brucia e buca sacchi di tela e plastica, lavora con colla vinilica e altre materie plastiche creando composizioni bianche.
Sperimentazioni trasversali e quindi esponenti di spicco del mondo accademico:
Lucio Fontana, Vasco Bendini, Antonio Carena, Carla Accardi, Gastone Novelli, Giovanni Callisto, Willem de Kooning, Hans Hartung, Franz Kline, Georges Mathieu, Alfred Pauletto, Jackson Pollock, Gian Carlo Riccardi, Jean Paul Riopelle, Pierre Soulages, Antoni Tàpies, Mark Rothko, Emilio Vedova, Marcello Mariani
Donne artiste omesse da alcune storiografie e riammesse grazie a saggi in quanto presenti nella storicizzazione espressionista astratta seppure cronologicamente e tematicamente informali; altre precoci, altre tardive
Helen Frankenthaler, Lee Krasner, Grace Hartigan, Joan Mitchell, Louise Nevelson, Germaine Richier, Barbara Hepworth, Marina Abramovic, Louise Bourgeoise, Joan Snyder, Eva Hesse, Marisol, Lee Bontecou

## L'Informale in America
Espressionismo astratto
Jackson Pollock, Franz Kline, Willem de Kooning

## Color Field
Mark Rothko, Clyfford Still, Adolph Gottlieb, Barnett Newman
Potremmo trovare le influenze e gli studi a partire dalle origini o dalle residenze stabili, acquisite. La bibliografia sarà cercata in rapporto a studi e scritti autentici.

## L'Informale in Europa
- Gestuale segnico

Wols, Hans Hartung, Georges Mathieu, Lucio Fontana, Emilio Vedova
- Informale materico

Alberto Burri, Jean Fautrier, Jean Dubuffet, Antoni Tàpies
- Gruppo Cobra

Karel Appel, Asger Jorn
- L'Informale in Italia

Tancredi, Ennio Morlotti, Giuseppe Santomaso, Renato Birolli, Giulio Turcato, Giuseppe Capogrossi, Afro, Arnaldo Pomodoro, Emilio Vedova
- Contemporanei - nuovo stile

Francis Bacon
- Scultura Informale

Henry Moore, Paul Nash, Alberto Viani, Alexander Calder
Una lista non conclusiva da riportarsi all'energia monumentale, alla ricerca di superfici e interazioni con lo spazio trasversali, mutevoli, dotate di equilibrio compositivo proprio che riguarda il progetto e la realizzazione.
A questo spunto va dunque collegato il cinema e la fotografia a carattere urbanistico.

## Tipologie tecniche e stile
Nell'arte informale è possibile fare una distinzione tra pittura materica e pittura segnica. La prima consiste nell'accumulo di materia, la seconda è basata sull'importanza dell'impronta calligrafica. L'importanza del segno poi andrebbe distinta da quella del colore e del sopraggiunto rilievo materico. Alle prime due bisogna poi aggiungere lo spazialismo in senso lato.
L'arte informale è considerata una tendenza rivoluzionaria perché se l'opera è stata per secoli come una finestra, ora l'osservatore può interagire, considerarla fenomenologicamente. L'artista desidera quindi che la sua opera prenda vita ed esca dall'ordinario senso del decoro. Inoltre questo carattere si avvicina al concetto di primità del materico, ma va oltre inglobando quello di primitivo e se oltrettutto gli studi fatti, riprendono l'azzeramento storico, sarà anche alla prima maniera pittorica antico romana che occorre vedere, tuttavia talvolta superando il limite nel perdurare di alcune esperienze a cavallo con la Pop Art e prima ancora l'Arte Povera e il Minimalismo, distinte critiche di carattere sociale che iniziano il loro percorso proprio a partire dal movimento dell'Informale inteso come programma globale.